# Gare de Septèmes
La gare de Septèmes est une gare ferroviaire française de la ligne de Lyon-Perrache à Marseille-Saint-Charles (via Grenoble), située sur le territoire de la commune de Septèmes-les-Vallons, dans le département des Bouches-du-Rhône, en région Provence-Alpes-Côte d'Azur (PACA).
Elle est mise en service en 1877 par la Compagnie des chemins de fer de Paris à Lyon et à la Méditerranée (PLM) et entièrement rénovée en 2008.
C'est une gare voyageurs de la Société nationale des chemins de fer français (SNCF), desservie par des trains TER PACA.

## Situation ferroviaire
Établie à 209 mètres d'altitude, la gare de Septèmes est située au point kilométrique (PK) 430,100 de la ligne de Lyon-Perrache à Marseille-Saint-Charles (via Grenoble), entre les gares ouvertes de Simiane et de Saint-Antoine. En direction de Simiane, s'intercale la gare fermée de Bouc - Cabriès.

## Histoire

### Gare d'origine PLM

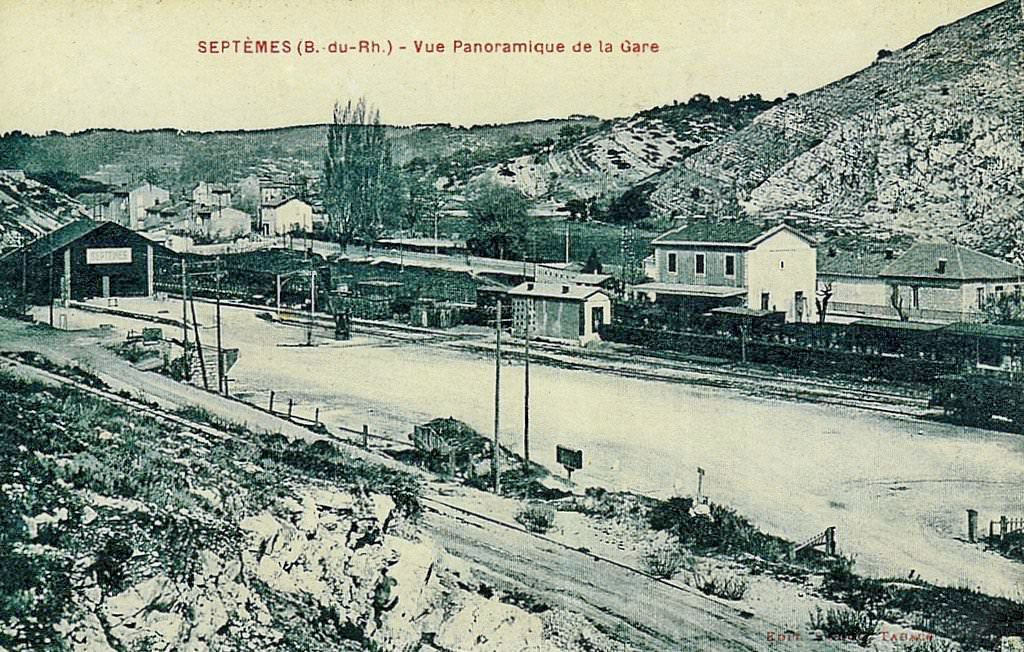
La gare PLM vers 1900.

La station de Septèmes est mise en service le 15 octobre 1877 par la Compagnie des chemins de fer de Paris à Lyon et à la Méditerranée (PLM), lorsqu'elle ouvre à l'exploitation la ligne directe de Marseille à Aix par Gardanne,.
En 1911, c'est une gare de la Compagnie du PLM, qui peut expédier et recevoir des dépêches privées. Elle est ouverte au service complet de la grande vitesse, à l'exclusion des chevaux chargés dans des wagons-écuries s'ouvrant en bout et des voitures à quatre roues, à deux fonds et à deux banquettes dans l'intérieur, omnibus, diligence, etc. Elle est également ouverte au service complet de la petite vitesse, avec les mêmes exclusions. Elle est située sur la ligne de Lyon à Grenoble et à Marseille, entre les gares de Bouc-Cabriès et de Saint-Antoine.

### Gare rénovée
Le 9 décembre 2006, la section d'Aix à Marseille est fermée pour être modernisée pour travaux, elle est rouverte le 14 décembre 2008. La gare de Septèmes est rénovée comme les autres anciennes gares de la ligne : Gardanne, Simiane et Sainte-Marthe, trois nouveaux arrêts sont également créés : Saint-Antoine, Picon Busserine et Saint-Joseph.
Le guichet est fermé en Octobre 2013.

## Fréquentation
De 2015 à 2023, selon les estimations de la SNCF, la fréquentation annuelle de la gare s'élève aux nombres indiqués dans le tableau ci-dessous.
| Année               | 2015   | 2016   | 2017   | 2018   | 2019   | 2020   | 2021   | 2022   | 2023   |
| ------------------- | ------ | ------ | ------ | ------ | ------ | ------ | ------ | ------ | ------ |
| Nombre de voyageurs | 34 406 | 34 849 | 32 544 | 24 987 | 23 002 | 13 658 | 19 090 | 28 311 | 28 052 |

## Service des voyageurs

### Accueil
Halte SNCF, c'est un point d'arrêt non géré (PANG) à accès libre. Elle est équipée d'automates pour l'achat de titres de transport TER.
Une passerelle avec ascenseurs permet le passage d'un quai à l'autre.

### Desserte
Septèmes est desservie par des trains TER PACA de la relation de Marseille-Saint-Charles à Aix-en-Provence ou Pertuis.

### Intermodalité
Un parc à vélos et un parking sont aménagés à ses abords.
La gare est desservie par des bus du réseau RTM (lignes 121 et 122), des cars (ligne 51) et des taxis.

## Patrimoine ferroviaire
L'ancien bâtiment voyageurs de la Compagnie du PLM, appartient au plan-type à trois travées et un étage, sans ailes. Il a été restauré en 2008.